# 波拉努夫
波拉努夫是波蘭的城鎮，位於該國西北部，距離科沙林32公里，由西波美拉尼亞省負責管轄，面積7.61平方公里，海拔高度69米，2006年人口2,967。

## 外部連結
- Official town webpage （页面存档备份，存于）
- Map from mapa.szukacz.pl （页面存档备份，存于）

54°06′N 16°42′E / 54.100°N 16.700°E